# 盧茨克車站
盧茨克（羅馬化：Lutsk）是位於烏克蘭沃倫州首府盧茨克的一座鐵路車站。於1890年9月10日，隨基韋爾齊到盧茨克的鐵路開通而啟用。
在2011至2012年，車站被翻修，其外觀大幅改變，加入了裝飾鐘塔及圓頂。

## 圖片集
- 明信片上的盧茨克車站（1910年代）
- 2014年，烏克蘭郵票上的盧茨克車站